# Roberto Lazzari
Roberto Lazzari (Milán, Italia, 14 de diciembre de 1937 - Milán, Italia, 31 de julio de 2017) fue un nadador especializado en pruebas de estilo braza. Fue medalla de plata en 200 metros braza en el Campeonato Europeo de Natación de 1958.

## Palmarés internacional
| Campeonato Europeo de Natación | Campeonato Europeo de Natación | Campeonato Europeo de Natación | Campeonato Europeo de Natación |
| Año                            | Lugar                          | Medalla                        | Prueba                         |
| ------------------------------ | ------------------------------ | ------------------------------ | ------------------------------ |
| 1958                           | Budapest ( Hungría)            | Medalla de plata               | 200 m braza                    |
| 1958                           | Budapest ( Hungría)            | Medalla de bronce              | 4 × 100 m estilos              |